# Lumnitzera
Genre
Lumnitzera est un genre de plantes à fleurs de la famille des Combretaceae. Ce sont des arbres des mangroves.

## Liste des espèces
Selon Catalogue of Life (20 juillet 2017) :
- Lumnitzera littorea (Jack) Voigt
- Lumnitzera racemosa Willd.

## Description
Les lumnitzeras sont de arbres petits à moyens qui poussent dans les mangroves d'eau salées, les prairies marécageuses et les sols sableux.
Ils sont omniprésents dans l'océan Indien et le Pacifique. 

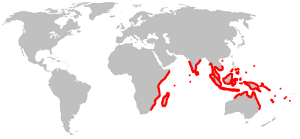
Aire de répartition des lumnitzeras.

Les feuilles de Lumnitzera racemosa ont été consommées en période de disette en Mélanésie, dans les îles de l'Ouest Pacifique (Yap, Palau, Célèbes) et en Nouvelle Calédonie.

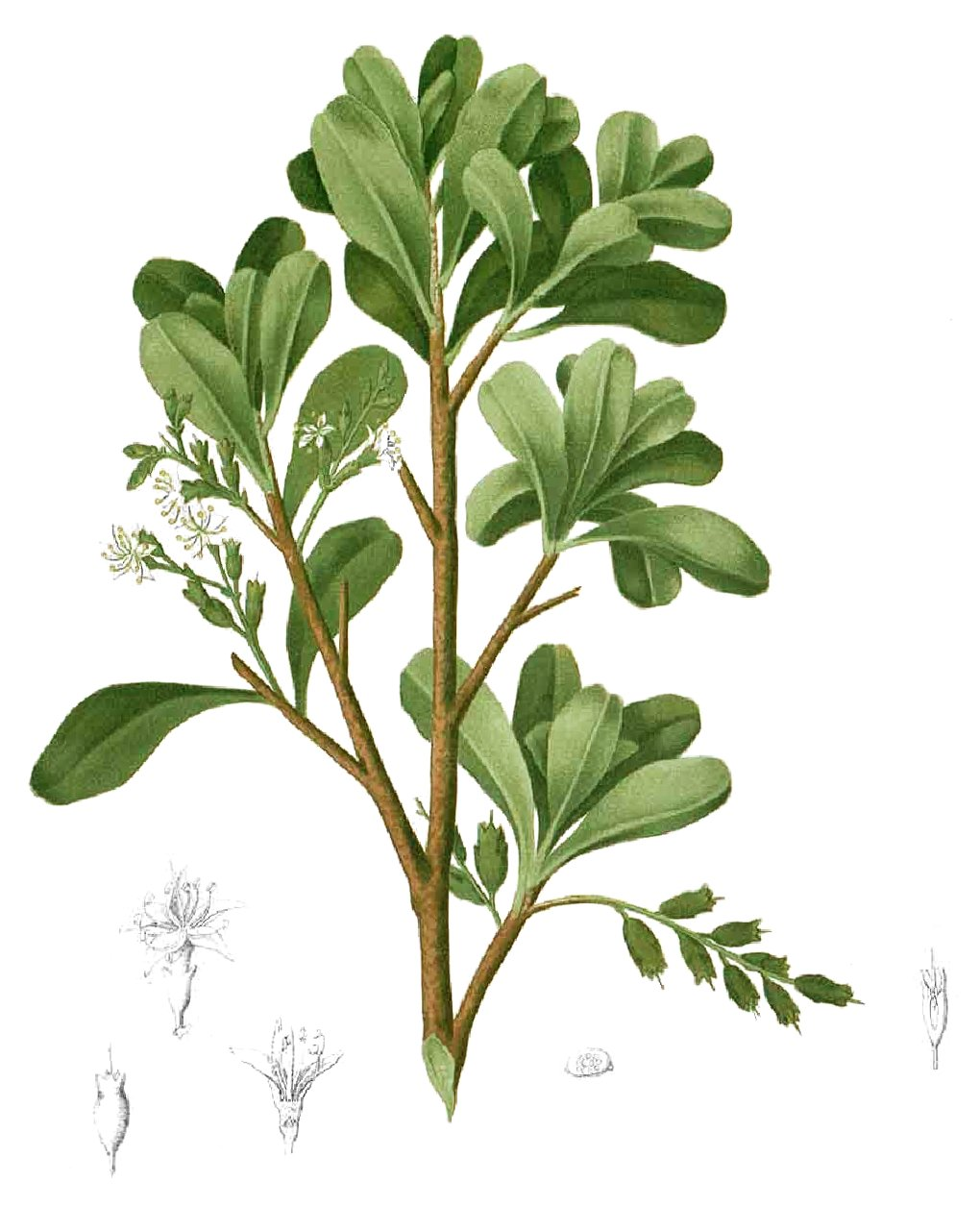
Lumnitzera racemosa.

Les fruits sont des drupes ovoïdes fibreuses brun noirâtre à maturité, de 1 à 2 cm de longueur et de 0,6 à 0,8 cm de largeur qui contiennent une seule graine elle aussi ovoïde.

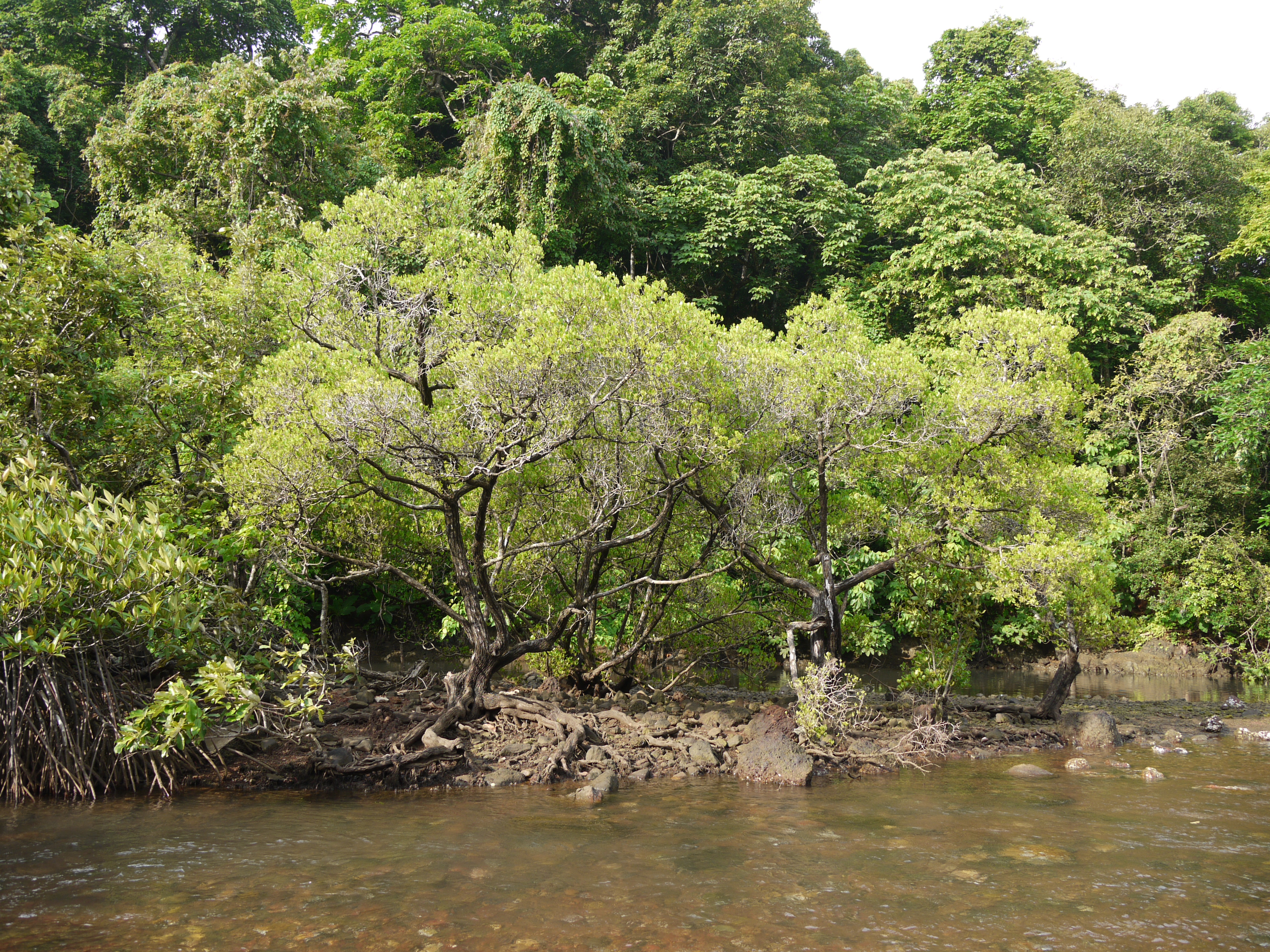
Arbre de L. racemosa.
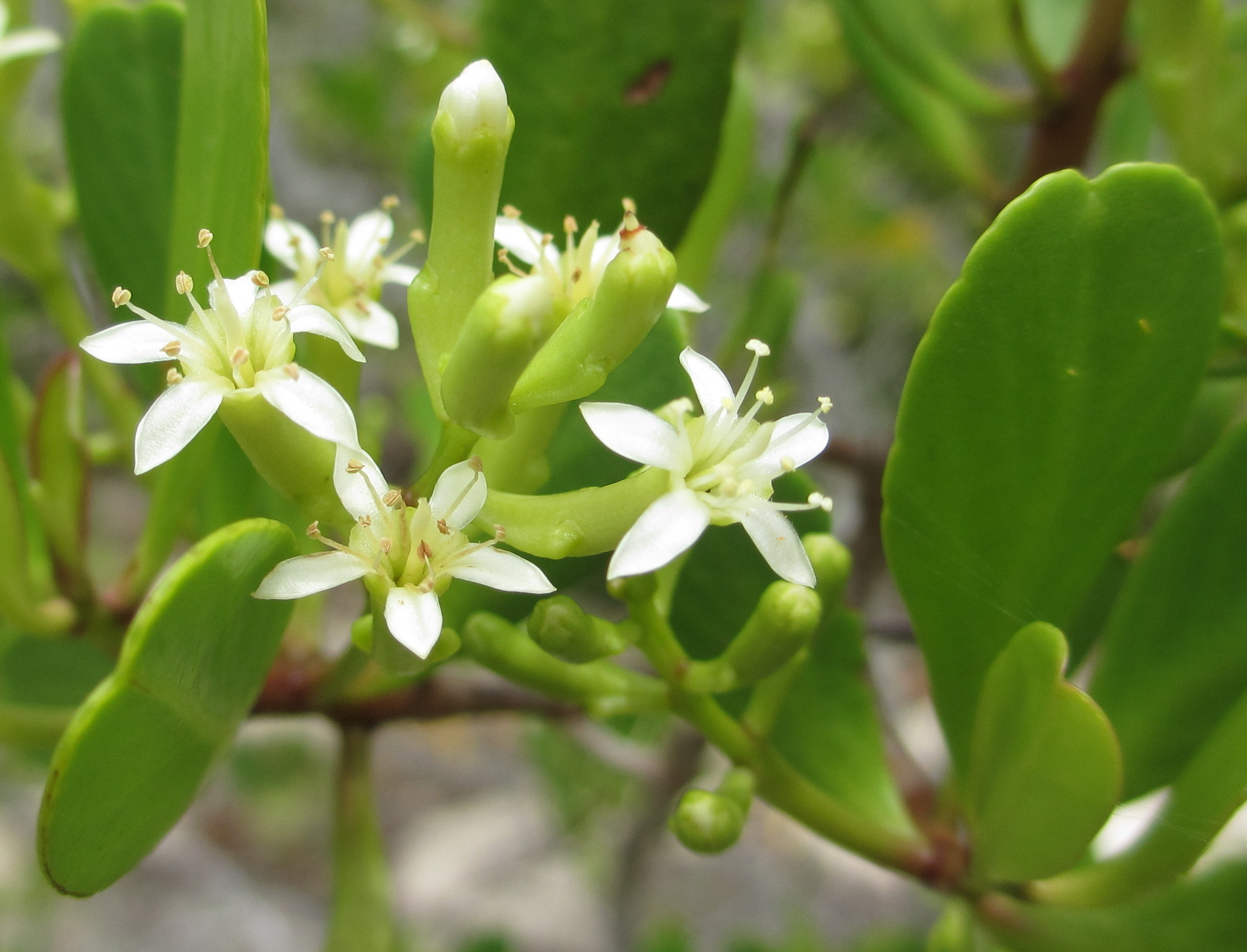
Fleurs blanches de L. racemosa.
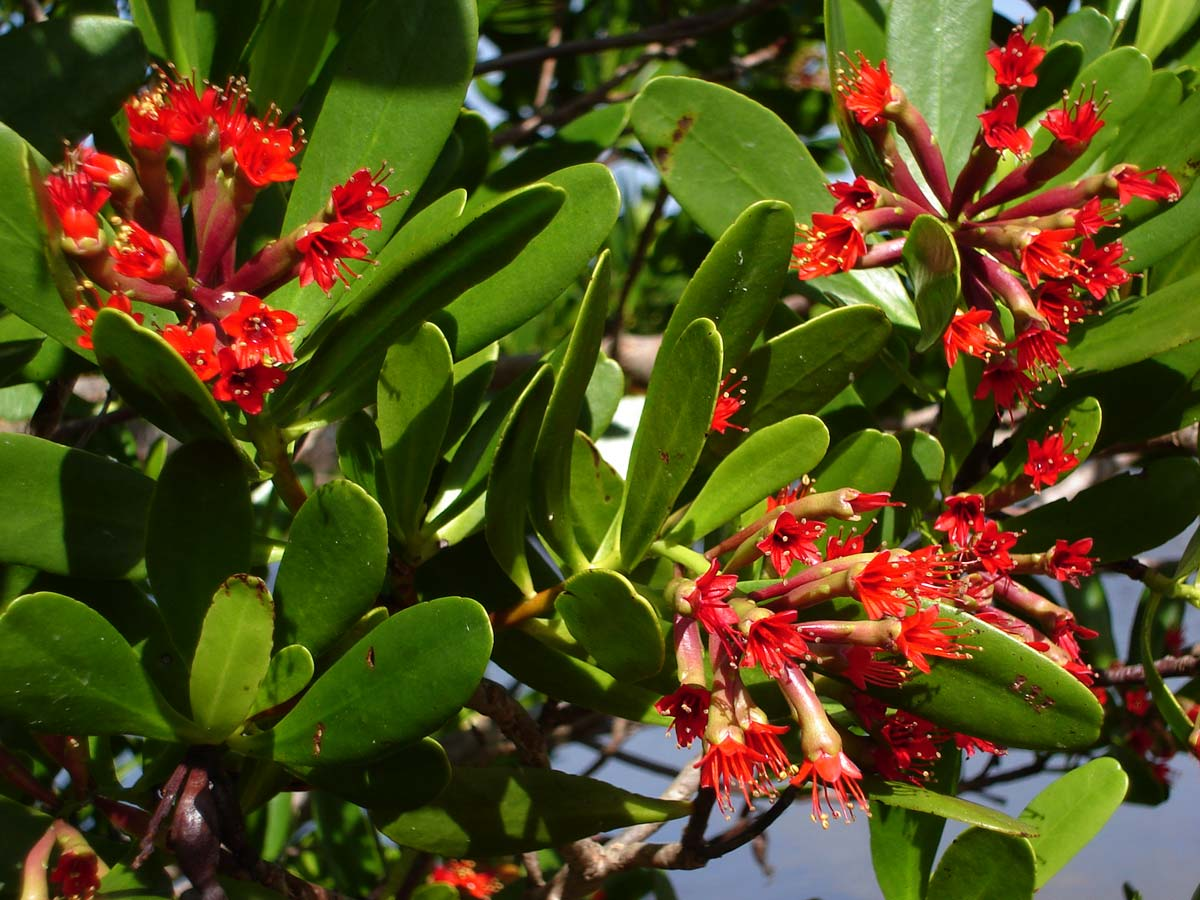
Fleurs rouges de L. littorea.

Lumnitzera racemosa et Lumnitzera littorea ont une apparence assez semblable mais la couleur de leurs fleurs diffèrent : les fleurs de Lumnitzera racemosa sont blanches et celles de Lumnitzera littorea sont rouges.